# Ломамі
Лома́мі (Lomami) — річка в Центральній Африці, в Демократичній Республіці Конго, ліва притока річки Конго. Довжина близько 1 500 км, площа басейну 110 тисяч км². Бере початок на плато Катанга, тече на північ, глибоко врізаючись в піщані плато і утворюючи численні водоспади .
Підйом води з вересня по квітень, в сезон дощів. Судноплавна на 330 км від гирла.
Найбільшими населеними пунктами на річці є Лубао, Тшофа, Комбе, Болаіті.